# Hoher Kasten (Appenzeller Alpen)
Der Hohe Kasten ist ein 1794 m ü. M. hoher Berg im Alpstein der Appenzeller Alpen und liegt auf der Kantonsgrenze zwischen St. Gallen und Appenzell Innerrhoden in der Schweiz.
Im lokalen Dialekt heisst der Berg de Chaschte [də ˈxaʃtə]. In der Erstnennung von 1460 heisst es „an dem Kasten“.

## Geografie

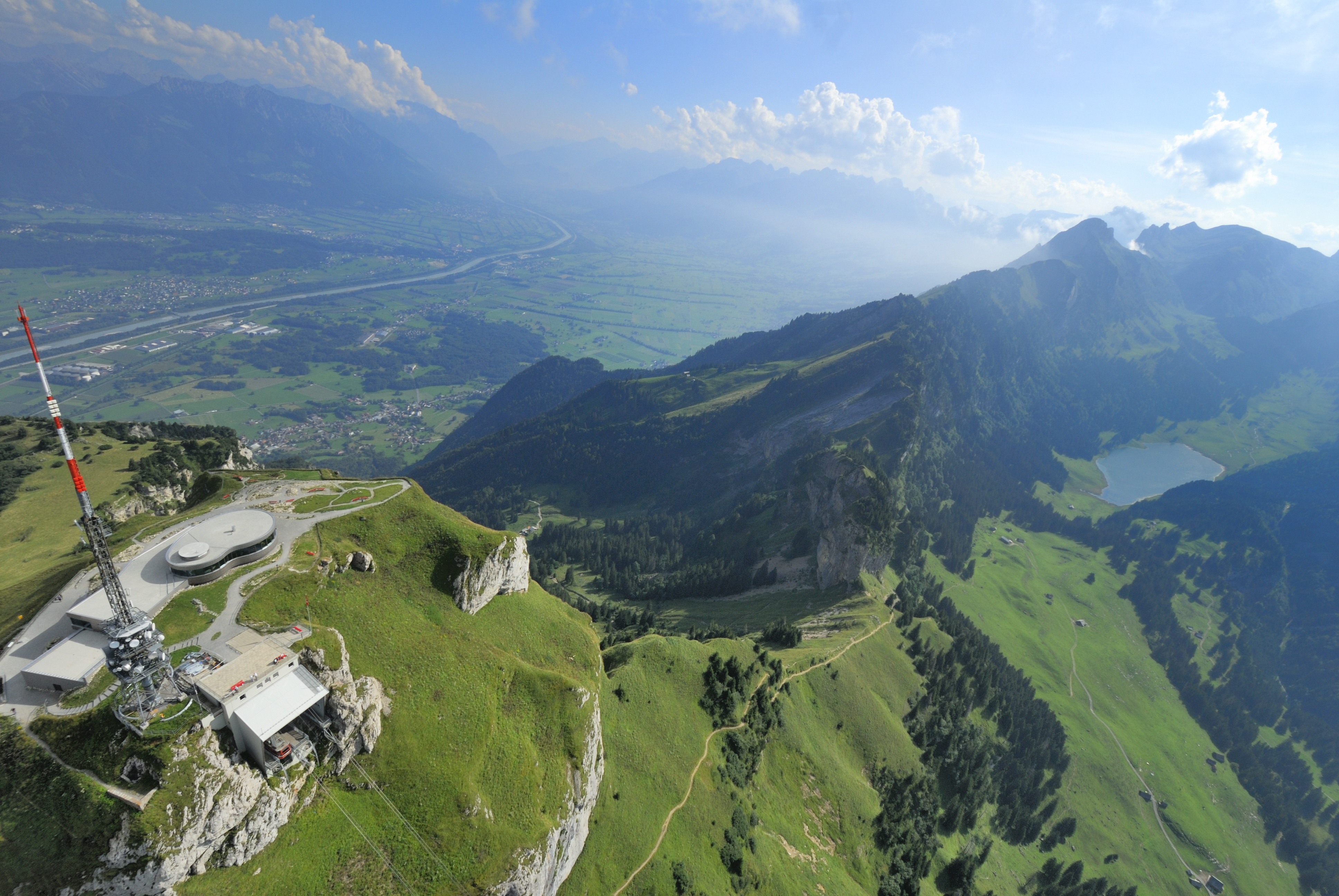
Hoher Kasten von oben (August 2009)

Anteil haben die Gemeinden Altstätten und Schwende-Rüte, die Gemeinde Sennwald reicht bis unter den Gipfelaufbau. Über dem St. Galler Rheintal gelegen, bildet der Hohe Kasten das Eingangstor in die Schweizer Alpen. Der Hohe Kasten wird auch als der «Rigi der Ostschweiz» bezeichnet.
Etwa 0,7 km Luftlinie nördlich des Hohen Kastens liegt der Gipfel des Kamor auf 1751 m ü. M. Verbunden sind Kamor und Hoher Kasten über den Kastensattel mit einer Höhe von 1677 m ü. M. Etwa 3,5 km südwestlich liegt die 1860 m ü. M. hohe Stauberenkanzel, die mit dem Hohen Kasten über einen Gebirgsgrat verbunden ist. Der niedrigste Punkt dieses Grates liegt bei 1590 m ü. M. Die Schartenhöhe ergibt sich daher zu 204 m. Die Entfernung zur Stauberenkanzel stellt gleichzeitig die Dominanz des Hohen Kastens dar.

## Wirtschaftliche und touristische Nutzung
Der markante Berggipfel wird seit 1964 von der Appenzeller Seite her mit einer  Luftseilbahn erschlossen. Sie benötigt acht Minuten, um die 869 m Höhendifferenz ab Brülisau zu überwinden.

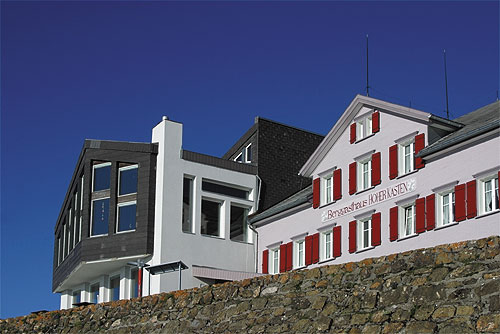
Zwei Generationen von Bergrestaurants auf dem Hohen Kasten (Juli 2004). Beide wurden im Frühling 2008 durch ein Drehrestaurant ersetzt.

Im Mai 2008 wurde ein Drehrestaurant auf der Bergspitze eröffnet.
Auf dem Hohen Kasten befindet sich ein 72 Meter hoher Sendeturm des Telekommunikationsunternehmens Swisscom. Er wurde 1999 erbaut und ersetzte einen kleineren Sendemast.
Vom Hohen Kasten aus sendet die Rundfunkstation Radio FM1 auf der UKW-Frequenz 103,2 MHz., die Radioprogramme von SRF 1 SG auf 104,8 MHz, SRF 2 Kultur auf 97,7 MHz und SRF 3 107,4 MHz.
Seit dem 8. Juli 2020 werden die Programme des SRF wieder via DVB-T übertragen. Verantwortlich für die Wiederaufschaltung war die Firma Kabel-TV Lampert GmbH & Co KG aus Rankweil im benachbarten Vorarlberg.
| Kanal | Programm | Leistung | Strahlung |
| ----- | -------- | -------- | --------- |
| 34    | SRF 1    | 1,7 kW   | D (310)   |
| 34    | SRF zwei | 1,7 kW   | D (310)   |

DAB wird in vertikaler Polarisation im Gleichwellenbetrieb mit anderen Senderstandorten betrieben.
| Block                      | Programme | ERP (in kW) | Antennendiagramm rund (ND), gerichtet (D) | Gleichwellennetz (SFN) |
| -------------------------- | --- | ----------- | ----------------------------------------- | --- |
| 9B SMC_D03 O-CH; (SUI4202) | DAB-Block der SwissMediaCast: - Radio L (64 kbps DAB+) - Option Musique (64 kbps DAB+) - Couleur 3 (64 kbps DAB+) - Swiss Jazz (64 kbps DAB+) - Swiss Classic (64 kbps DAB+) - Freundes-Dienst (64 kbps DAB+) - Radio Gloria (64 kbps DAB+) - Energy St. Gallen (64 kbps DAB+) - Radio FM1 (64 kbit/s DAB+) - Radio Munot (64 kbps DAB+) - Virgin Rock (64 kbps DAB+) - GOAT Radio (64 kbit/s DAB+) - Thaalam Thamil 1 (64 kbit/s DAB+) | 3,5         | D (220–340°)                              | - Appenzell Ausserrhoden: Herisau (Ramsen) - Graubünden: Valzeina (Mittagplatte) - St. Gallen: Altstätten (Hoher Kasten), Buchserberg (Hinterberg), Rüthi (Bismer), St. Gallen (Chirchli Peter und Paul), Strichboden, Wattwil (Chapf) - Schaffhausen: Altdorf (Ried), Osterfingen (Rossberg), Schaffhausen (Cholfirst), Schleitheim (Mattenhof-Birbiste) - Thurgau: Bischofszell Sitterdorf (Pierchäller), Mammern (Seehalde), Ottenberg, Sirnach (Sirnachberg Bärgholz), Weiningen (Haslibuck) - Deutschland: Konstanz (Fernmeldeamt) - Österreich: Bregenz (Pfänder) |

Der Kastensattel ist, unter anderem bedingt durch die Erschliessung per Seilbahn, ein beliebter Startplatz für Gleitschirme.

## Historisches
Bereits zu Beginn des 19. Jahrhunderts wurde die Besteigung von Hohem Kasten und Kamor in der alpinen Literatur beschrieben:

„Von Gaiß aus besteigt man auch sehr oft die Alp Kamor und Hohenkasten, deren ich auch gerade hier erwähnen will, obschon Unterkamor nach Altstätten ins Rheintal, und Oberkamor und Kasten in die Lienz in der ehemaligen Herrschaft Sas gehört. Von Gaiß aus, neben Fähnern vorbey, ist man in vier kleinen Stunden bey den Sennhütten des Kamors, und in fünf Stunden auf dem Rücken des Hohenkastens.“

## Wanderungen
Der Hohe Kasten befindet sich im Wandergebiet des Alpsteins. 
- Eine anspruchsvollere Höhenwanderung führt über den 1. Geologischen Wanderweg der Schweiz: Mit der Seilbahn von Brülisau bis zum Hohen Kasten. Start ist beim Drehrestaurant Hoher Kasten. 14 Schautafeln erklären die geologischen Phänomene des Alpsteins. Der Weg führt vom Hohen Kasten über einen Grat zum Berggasthaus Staubern neben der Bergstation der Seilbahn Frümsen-Stauberen unterhalb der Stauberenkanzel. Die Talstation liegt in Frümsen im St. Galler Rheintal. Der Weg führt weiter zur Saxerlücke und hinab zum Berggasthaus Bollenwees am wildromantischen Fählensee. Der weitere Abstieg führt am Sämtisersee und dem Gasthaus Plattenbödeli vorbei nach Brülisau. Die Marschzeit beträgt ca. 5½ Stunden, gefährliche Stellen sind durch Drahtseile gesichert; Trittsicherheit ist jedoch Voraussetzung. Inzwischen wurde der Weg auf 20 Tafeln erweitert und als lokale Route 988 von SchweizMobil mit dem Namen «Geologischer Wanderweg Alpstein» gekennzeichnet.
- Ein familienfreundlicher Wanderweg führt von Brülisau über Eggli, das Forstseeli und den Kamor auf den Hohen Kasten. Die Marschzeit beträgt ca. 4½ Stunden.
- Eine weitere Wanderung geht von Rüthi im St. Galler Rheintal über den Brunnenberg und die Inneralp zum Hohen Kasten. Die Marschzeit beträgt ca. 4 Stunden.
- Eine andere Wanderung befindet sich an der Nordseite. Mit dem Auto von Kobelwies (Gemeinde Oberriet) im St. Galler Rheintal bis zum Montlinger Schwamm (1100 m), weiter zu Fuss über den Resspass zum Kamorsattel und dann auf beide Gipfel (Kamor und Hoher Kasten). Die Marschzeit beträgt 2½ Stunden.
- Auch von Sennwald her führt eine Wanderung zum Hohen Kasten. Vom Dorf aus geht die Wanderung in insgesamt ca. 4½ Stunden via Schwendirank, wo es auch einen öffentlichen Parkplatz hat, hinauf zur Alp Rohr (s'Rohr genannt), von dort dann in ca. 1¾ Stunden hinauf zum Hohen Kasten.